# 劇院現場直播
現場直播或劇院現場直播（英語：Live Viewing）是指將正在舉行運動競技或音樂會、戲劇等各種文化活動會場的即時影像，於全國各地的公開上映電影院上讓觀眾付費觀賞的活動。在初期亦被稱之為Closed Circuit。
作為其典型例子的是知名音樂家的音樂會、演唱會，或日本國家足球隊的客場比賽等等。
近年來由於衛星轉播及網際網路的普及，多個會場的現場直播已成為可能，並且亦可實現將比賽及演出以錄影的方式克服時差上映。 於2011年成立了株式會社Live Viewing Japan。

## 關連項目
- 現場直播

## 外部連結
- Live Viewing Japan （页面存档备份，存于）